# Styrax hemsleyanus
Styrax hemsleyanus är en storaxväxtart som beskrevs av Friedrich Ludwig Diels. Styrax hemsleyanus ingår i släktet Styrax och familjen storaxväxter. Inga underarter finns listade i Catalogue of Life.